# Stylonemataceae
Stylonématacées
Famille
Genres de rang inférieur
- Bangiopsis
- Chroodactylon
- Chroothece
- Colacodictyon
- Empselium
- Goniotrichiopsis
- Neevea
- Purpureofilum
- Rhodaphanes
- Rhodosorus
- Rhodospora
- Stylonema
- Vanhoeffenia

La famille des Stylonemataceae (Stylonématacées) est une famille d’algues rouges unicellulaires ou pseudofilamenteuses de l’ordre des Stylonematales.

## Liste des genres
Selon AlgaeBase (7 août 2013) et World Register of Marine Species (7 août 2013) :
- genre Bangiopsis F.Schmitz, 1896
- genre Chroodactylon Hansgirg, 1885
- genre Chroothece Hansgirg, 1884
- genre Colacodictyon Feldmann, 1955
- genre Empselium G.I.Hansen & Scagel, 1981
- genre Goniotrichopsis G.M.Smith, 1943
- genre Neevea Batters, 1900
- genre Purpureofilum J.A.West, Zuccarello & J.L.Scott, 2005
- genre Rhodaphanes J.A.West, G.C.Zuccarello, J.L Scott & K.A.West, 2007
- genre Rhodosorus Geitler, 1930
- genre Rhodospora Geitler, 1927
- genre Stylonema Reinsch, 1875
- genre Petrovanella Kylin, 1956
- genre Vanhoeffenia Wille, 1924

Selon NCBI (7 août 2013) :
- genre Bangiopsis
- genre Purpureofilum
- genre Rhodaphanes
- genre Rhodosorus
- genre Rhodospora
- genre Stylonema